# Königsbrunn
Königsbrunn település Németországban, azon belül Bajorországban. Lakosainak száma 28 377 fő (2023. december 31.).

## Népesség
A település népessége az elmúlt években az alábbi módon változott:
| Lakosok száma | 1386 | 4550 | 15 108 | 19 231 | 27 177 | 27 467 | 27 780 | 27 850 | 27 888 | 28 377 |
|               | 1875 | 1950 | 1975   | 1987   | 2012   | 2014   | 2016   | 2017   | 2021   | 2023   |